# Krími trolibuszvonal-hálózat
A Krími trolibuszvonal-hálózat (oroszul: Крымский троллейбус, ukránul: Kримський тролейбус) a Krím félszigeten található. Ez a  a világ leghosszabb trolibuszvonala. 86 kilométer hosszú. A Krím fővárosa, Szimferopol és a Fekete-tenger partján fekvő Jalta városa között húzódik.
A Krymtrolleybus tömegközlekedési vállalat üzemelteti, 1959-ben épült az Ukrán SZSZK-ban, a szimferopoli vasútvonal hegyeken át a tengerpartra való meghosszabbításának alternatívájaként. Két részben nyitotta meg kapuit: Szimferopol-Aluszta 1959-ben és Aluszta-Jalta 1961-ben. A menetidő Alustába kb. 1+1⁄2 óra, Jaltába kb. 2+1⁄2 óra.
A Krími-hegységen keresztül halad át az Angarskyi hágón, a legmagasabb ponton 752 méter magasan, majd leereszkedik a tengerparti Alushta üdülővárosba. 41 kilométer a hátralévő távolság Jaltáig, és a tenger feletti hegyek között kanyarog.
Škoda 9Tr és Škoda 14Tr járműveket használnak, amelyeket 2010-től Bogdan T601 és T701 trolibuszok váltanak fel.